# Silver Surfer
Silver Surfer là một siêu anh hùng hư cấu xuất hiện trong truyện tranh Mỹ, được xuất bản bởi Marvel Comics. Nhân vật được tạo ra bởi Jack Kirby và lần đầu tiên xuất hiện trong truyện tranh Fantastic Four #48, xuất bản năm 1966.
Nhân vật xuất hiện trong một số bộ phim, truyền hình và trò chơi điện tử. Năm 2011, IGN đã xếp Silver Surfer vị trí 41 trong "Top 100 anh hùng truyện tranh". Nhân vật được Doug Jones thủ vai và Laurence Fishburne lồng tiếng trongbộ phim  Bộ tứ siêu đẳng 2: Sứ giả bạc năm 2007.

Doug Jones vai Norrin Radd in Fantastic Four: Rise of the Silver Surfer (2007).

Norrin Radd được miêu tả có hình dạng giống con người. Sinh ra và lớn lên trên hành tinh Zenn-la, Anh là một nhà thiên văn học. Khi sự bình yên trên hành tinh Zenn-la bị đe dọa do sự xuất hiện của Galactus, với ý định hủy diệt hành tinh để hút lấy năng lượng cho sự sống của mình. Hội đồng khoa học gia cho phép anh đến gặp Galactus và thương lượng cho sự sống của hành tinh này. Galactus chấp thuận với điều kiện, anh phải làm sứ giả cho Galactus. Norrin Radd được ban sức mạnh sử dụng năng lượng vũ trụ được gọi là Power Cosmic, một cơ thể mới với làn da bất hoại được bao phủ bằng lớp bạc hòa trộn với năng lượng Cosmic và tấm ván khiến anh có thể di chuyển nhanh hơn ánh sáng.